# Salto de Mortiño
El Salto de Mortiño es una cascada situada en las gargantas del río Magdalena en el parque nacional natural Puracé, Colombia.
Esta cascada se encuentra en el municipio de Isnos, en el departamento del Huila.